# 사우디 아라비아의 성소수자 권리
사우디아라비아의 성소수자 권리는 공식적으로 공개적으로 인정되지 않는다. 사우디 사회에서 공식적으로 동성애는 감옥, 체벌 및 사형에 의해 처벌된다. 사우디아라비아에는 성문화 된 형법이 없으며 그 법률은 샤리아 법의 해석을 기반으로 한다. 이 프레임 워크에서 결혼 이외의 섹스는 불법이다. 동성 성행위에 대한 처벌은 상황에 따라 다르다.
증거와 자료는 동성애에 대한 법률에도 불구하고 사우디아라비아의 수도인 리야드에서 높은 수준의 동성애를 시사한다. 증거에는 신뢰할 수 있는 출처의 조사 보고서, 사우디 정부 자체의 연구, 해외 여행 중 사우드 가족이 동성애에 종사했다는 증거가 포함된다.

## 수도의 동성애-리야드
유효하고 확실한 여러 정보 출처는 사우디 아라비아 리야드에서 발생하는 동성애 활동의 높은 비율을 확인하고 확인한다.꾸란이 공식적으로 동성애를 비난하는 동안,사우디 아라비아는 꾸란의 법에 어긋나고,피상적으로 법률을 통과하지만 시행하지 않는다는 정보 출처에서 나타납니다(국제 출연을 위해 법률이 통과되고 제로에 가까운 집행은 상황의 현실을 보여줍니다).예를 들어 2007년 5월호'옷장 속의 왕국'의 대서양 달리기는 리야드에서 아랍 동성애자들이"학교,카페,거리,인터넷에서 만나는""다른 남자와 섹스를 즐기는 남성들의 활기찬 공동체"를 증명한다. 이 기사에서 인터뷰 한 시리아 인은 리야드가"게이 피난처"라고 증명했다. 인터뷰 한 또 다른 사람은 리야드에 사는 야스민이라는 21 세 여성 레즈비언이었다. 그녀는 리야드의 성적 부도덕 상태에 대해"이성애자보다 레즈비언이되는 것이 더 쉽다.레즈비언으로 전환 사람들의 압도적 인 숫자가있다."리야드의 동성애에 관한 기사에서 발췌 한 것은 아래에 있다.
사우디 아라비아에서는'이성애자보다 레즈비언이 되는 것이 더 쉽다. 레즈비언으로 전환하는 사람들의 압도적 인 숫자가있다,"야스민은 말했다,게이로 전환 왕국의 남성의 수는 것을 추가 섹스 더 크다. '그들은 정말 동성애 아니에요,'그녀는 말했다. '그들은 감옥에있는 세포 동료와 같다.'"-대서양,2007년 5월호,"옷장의 왕국"이라는 제목의 기사
"탈랄에게 리야드는 탈출구가되었다. 그는 때 17 다마스커스에 살고,그의 아버지는 그에게 걸어 섹스 남자 친구와 함께. 그는 탈랄을 때리고 두 달 동안 그를 접지 시켰고,그가 더 이상 사람들에게 끌리지 않는다고 맹세 한 후에 만 그를 집 밖으로 나가게했다. 탈랄의 창백한 얼굴은 그의 가족을 실망시킨 수치심을 회상하면서 크림슨을 붉게 물들였다. 그들의 기대의 무게를 탈출 열망,그는 리야드에서 일을했다. 그가 이사 할 것이라고 발표했을 때,그의 아버지는'당신은 소년처럼 모든 사우디를 알고,당신은 백인이다. 조심해'탈랄은 아버지의 경고에서 진실의 척도를 발견하게 되어 기뻤다."-대서양,2007년 5월호,"옷장에있는 왕국"이라는 제목의 기사

"제다와 리야드에서 인터뷰 한 게이 남성들은 그들이 처형당하는 것에 대해 걱정하는지 물었을 때 웃었다. 그들은 무타와인을 어느 정도 두려워하지만,사우드의 집은 동성애자들의 광범위한 사냥에 관심이 없다고 믿는다. 한 가지 들어,이러한 노력은 어색한 조사에 왕실 가족의 구성원을 노출 할 수 있다. "만약 그들이 사우디아라비아에 있는 모든 게이들을 체포하고 싶다면,"내 대화방 가이드인 미피어가 경찰관의 발언을 되풀이하면서"그들은 전국에 울타리를 두어야 할 것"이라고 말했다.'"-대서양,2007년 5월호,"옷장의 왕국"이라는 제목의 기사
또한 사우디 아라비아 국가에서 사회 감독국이 실시한 사우디 아라비아 연구에서 리야드의 아랍 남성 학생 중 46%가 동성애자라는 사실을 발견했다.야마마 궁전은 사우디 아라비아 군주제에 대한 법률을 통과시키는 사우디 왕실(사우드 가족)이 거주하는 사우디 아라비아 리야드에 있다. 서쪽으로 여행하는 동안 동성애 행위에 잡힌 가족 구성원의 사례가 있었다(미국,영국). 예를 들어 사우드 빈 압둘라지즈 빈 나세르 영국 여행 중에 동료 아랍인을 살해 한 혐의로 재판을 받았다. 영국에서 동성애 성관계를 가졌다는 이유로 살인 재판 중에 발견되었다.또 다른 사례에서 마제드 빈 압둘라 빈 압둘라 사우드 가족의 일원 인 알 사우드는 로스 앤젤레스 저택에서 세 명의 여성에게 그와 다른 남성 사이의 동성애 만남에서"알 사우드가 남성 보좌관에 의해 성기를'쓰다듬는'것을 지켜 보라고"요청하고 요청한 것으로 밝혀졌다.]같은 여성과의 다른 만남에서 알 사우드는"나는 왕자이고 내가 원하는 것을한다"고 비명을 질렀다. 따라서 서방으로의 여행은 그들의 삶에서 동성애 활동의 첫 번째 사례가 아니라 고국에서 행동으로 돌아가는 확립 된 행동의 많은 사건 중 하나라고 추론한다. 사우디 왕실은 리디아드에 살고 있기 때문에 사우디 아라비아 리야드에있는 사우드 가정에서 흔히 볼 수있는 서방 여행에서 발견 된 활동에서 사우드 가족 구성원이 동성애 활동에 참여할 수 있도록 추론하는 것이 논리적이다. 이 논리는 또한 2007년 5월의 대서양 기사에서"옷장 속의 왕국"이라는 제목의 기사에서 리야드의 게이 남성이"면접관이 처형 될까봐 걱정하는지 물었을 때 웃었다"고 믿기 때문에"사우드의 집은 광범위한 동성애자 사냥에 관심이 없다. 한 가지,[때문에]이러한 노력은 어색한 조사에 왕실 가족의 구성원을 노출 할 수 있다."